# 티에리 레미트
티에리 레르미트(Thierry Lhermitte, 1952년 11월 24일 ~ )는 프랑스의 배우, 감독, 작가, 제작자이다.

## 출연 작품
- Ma famille t'adore déjà ! (2016)
- La Nouvelle Vie de Paul Sneijder (2016)
- Nothing Sacred (2008)
- Nos femmes (2015)
- La Marque des anges - Miserere (2013)
- Quai d'Orsay (2013)
- 지골라 (2010, Gigola)
- 휘슬러 (2009)
- 공원 벤치 (2009, Bancs publics (Versailles Rive-Droite))
- 유감 없음 (2009, Sans rancune!)
- 괜찮았어? (2008)
- 열쇠 (2007)
- 13 제곱미터 (2007)
- 더 게스트(프랑스어판) (2007)
- 통제할 수 없는 (2006)
- 선탠하는 사람들 3 - 인생의 친구들 (2006)
- 미스터 애버리지 (2006)
- 더 아메리칸 (2004)
- 처절한 정원 (2003)
- 루저 테이크 올! (2003)
- 죽어도 다시 한번 (2003)
- 대디 (2003)
- 스노우보더 (2003)
- 프렌치 아메리칸 (2003)
- 레이디스 앤 젠틀맨 (2002)
- 플래카드 (2001)
- 최우수 여자 신인배우상 (2000)
- 내 잘못이 아니야 (1999)
- 바보들의 저녁식사 (1998)
- 세상에서 가장 아름다운 나라 (1998)
- 킹스 데이 (1997)
- 마르키스 (1997)
- 파리의 늑대인간 (1997)
- 정글투정글 (1997)
- 오거스틴 (1995)
- 엄청난 피곤 (1994)
- 도시 속의 인디언 (1994)
- 탱고 (1993)
- 팡팡 (1993)
- 로맨틱 커플 (1992)
- 스피킹 오브 더 데블 (1991)
- 토탈 라이즈 (1991)
- 마이 뉴 파트너 2 (1990, Ripoux contre ripoux)
- 소파 승진 (1990)
- 세라자드 (1990)
- 페르낭의 눈 (1987)
- 세기의 결혼 성전 (1985)
- 언틸 셉템버 (1984)
- 두 사람 (1984)
- 마이 뉴 파트너 (1984)
- 내 단짝 친구의 여자 (1983)
- 복수의 사슬 (1983)
- 사랑 만들기(프랑스어판) (1981)
- 신사는 뚱녀를 좋아해 (1981)
- 선탠하는 사람들 2 (1979)
- 선탠하는 사람들 (1978)
- 더 데빌 인 더 박스 (1977)
- 불량 소년들 (1977)
- 렛츠 메이크 어 더티 무비 (1976)
- 고환 (1974)
- 01년 (1972)